# Меджі тема (Мадсена тема)
Те́ма Меджі — тема в шаховій композиції. Суть теми — перекриття чорними пішаками, які стоять на сьомій горизонталі, своїх лінійних фігур.

## Історія
Цю ідею запропонував в 1919 році шаховий композитор з Данії Артур Мадсен (Меджі) (05.11.1900 — 26.03.1983).
Чорний пішак стоїть на сьомій горизонталі і має можливість зробити два різні ходи — на одне поле і на два. В рішенні задачі ці ходи є захистами чорних від загрози мату, але при їхньому русі перекриваються (виключаються) чорні лінійні фігури, що створює послаблення позиції чорних і в результаті виникають інші мати чорному королю.
Ідея дістала назву — тема Меджі, а в деяких джерелах тема має назву — тема Мадсена. В 1919 році міжнародне об'єднання шахових композиторів «Good Companion» провело спеціальний тематичний конкурс на цю тему.
|   | a | b | c | d | e | f | g | h |   |
| 8 | e8 біла тура · f8 білий король · g8 білий кінь · b7 чорний пішак · d7 чорний пішак · f7 білий пішак · g7 чорний пішак · a6 чорний ферзь · h6 чорний пішак · a5 чорний пішак · c5 чорна тура · f5 чорний король · h5 білий пішак · a4 білий пішак · d4 білий пішак · e4 білий кінь · g4 біла тура · h4 чорний слон · c3 чорний пішак · g3 чорний пішак · h3 білий пішак · a2 білий ферзь · c2 білий пішак · g2 білий пішак | e8 біла тура · f8 білий король · g8 білий кінь · b7 чорний пішак · d7 чорний пішак · f7 білий пішак · g7 чорний пішак · a6 чорний ферзь · h6 чорний пішак · a5 чорний пішак · c5 чорна тура · f5 чорний король · h5 білий пішак · a4 білий пішак · d4 білий пішак · e4 білий кінь · g4 біла тура · h4 чорний слон · c3 чорний пішак · g3 чорний пішак · h3 білий пішак · a2 білий ферзь · c2 білий пішак · g2 білий пішак | e8 біла тура · f8 білий король · g8 білий кінь · b7 чорний пішак · d7 чорний пішак · f7 білий пішак · g7 чорний пішак · a6 чорний ферзь · h6 чорний пішак · a5 чорний пішак · c5 чорна тура · f5 чорний король · h5 білий пішак · a4 білий пішак · d4 білий пішак · e4 білий кінь · g4 біла тура · h4 чорний слон · c3 чорний пішак · g3 чорний пішак · h3 білий пішак · a2 білий ферзь · c2 білий пішак · g2 білий пішак | e8 біла тура · f8 білий король · g8 білий кінь · b7 чорний пішак · d7 чорний пішак · f7 білий пішак · g7 чорний пішак · a6 чорний ферзь · h6 чорний пішак · a5 чорний пішак · c5 чорна тура · f5 чорний король · h5 білий пішак · a4 білий пішак · d4 білий пішак · e4 білий кінь · g4 біла тура · h4 чорний слон · c3 чорний пішак · g3 чорний пішак · h3 білий пішак · a2 білий ферзь · c2 білий пішак · g2 білий пішак | e8 біла тура · f8 білий король · g8 білий кінь · b7 чорний пішак · d7 чорний пішак · f7 білий пішак · g7 чорний пішак · a6 чорний ферзь · h6 чорний пішак · a5 чорний пішак · c5 чорна тура · f5 чорний король · h5 білий пішак · a4 білий пішак · d4 білий пішак · e4 білий кінь · g4 біла тура · h4 чорний слон · c3 чорний пішак · g3 чорний пішак · h3 білий пішак · a2 білий ферзь · c2 білий пішак · g2 білий пішак | e8 біла тура · f8 білий король · g8 білий кінь · b7 чорний пішак · d7 чорний пішак · f7 білий пішак · g7 чорний пішак · a6 чорний ферзь · h6 чорний пішак · a5 чорний пішак · c5 чорна тура · f5 чорний король · h5 білий пішак · a4 білий пішак · d4 білий пішак · e4 білий кінь · g4 біла тура · h4 чорний слон · c3 чорний пішак · g3 чорний пішак · h3 білий пішак · a2 білий ферзь · c2 білий пішак · g2 білий пішак | e8 біла тура · f8 білий король · g8 білий кінь · b7 чорний пішак · d7 чорний пішак · f7 білий пішак · g7 чорний пішак · a6 чорний ферзь · h6 чорний пішак · a5 чорний пішак · c5 чорна тура · f5 чорний король · h5 білий пішак · a4 білий пішак · d4 білий пішак · e4 білий кінь · g4 біла тура · h4 чорний слон · c3 чорний пішак · g3 чорний пішак · h3 білий пішак · a2 білий ферзь · c2 білий пішак · g2 білий пішак | e8 біла тура · f8 білий король · g8 білий кінь · b7 чорний пішак · d7 чорний пішак · f7 білий пішак · g7 чорний пішак · a6 чорний ферзь · h6 чорний пішак · a5 чорний пішак · c5 чорна тура · f5 чорний король · h5 білий пішак · a4 білий пішак · d4 білий пішак · e4 білий кінь · g4 біла тура · h4 чорний слон · c3 чорний пішак · g3 чорний пішак · h3 білий пішак · a2 білий ферзь · c2 білий пішак · g2 білий пішак | 8 |
| 7 | e8 біла тура · f8 білий король · g8 білий кінь · b7 чорний пішак · d7 чорний пішак · f7 білий пішак · g7 чорний пішак · a6 чорний ферзь · h6 чорний пішак · a5 чорний пішак · c5 чорна тура · f5 чорний король · h5 білий пішак · a4 білий пішак · d4 білий пішак · e4 білий кінь · g4 біла тура · h4 чорний слон · c3 чорний пішак · g3 чорний пішак · h3 білий пішак · a2 білий ферзь · c2 білий пішак · g2 білий пішак | e8 біла тура · f8 білий король · g8 білий кінь · b7 чорний пішак · d7 чорний пішак · f7 білий пішак · g7 чорний пішак · a6 чорний ферзь · h6 чорний пішак · a5 чорний пішак · c5 чорна тура · f5 чорний король · h5 білий пішак · a4 білий пішак · d4 білий пішак · e4 білий кінь · g4 біла тура · h4 чорний слон · c3 чорний пішак · g3 чорний пішак · h3 білий пішак · a2 білий ферзь · c2 білий пішак · g2 білий пішак | e8 біла тура · f8 білий король · g8 білий кінь · b7 чорний пішак · d7 чорний пішак · f7 білий пішак · g7 чорний пішак · a6 чорний ферзь · h6 чорний пішак · a5 чорний пішак · c5 чорна тура · f5 чорний король · h5 білий пішак · a4 білий пішак · d4 білий пішак · e4 білий кінь · g4 біла тура · h4 чорний слон · c3 чорний пішак · g3 чорний пішак · h3 білий пішак · a2 білий ферзь · c2 білий пішак · g2 білий пішак | e8 біла тура · f8 білий король · g8 білий кінь · b7 чорний пішак · d7 чорний пішак · f7 білий пішак · g7 чорний пішак · a6 чорний ферзь · h6 чорний пішак · a5 чорний пішак · c5 чорна тура · f5 чорний король · h5 білий пішак · a4 білий пішак · d4 білий пішак · e4 білий кінь · g4 біла тура · h4 чорний слон · c3 чорний пішак · g3 чорний пішак · h3 білий пішак · a2 білий ферзь · c2 білий пішак · g2 білий пішак | e8 біла тура · f8 білий король · g8 білий кінь · b7 чорний пішак · d7 чорний пішак · f7 білий пішак · g7 чорний пішак · a6 чорний ферзь · h6 чорний пішак · a5 чорний пішак · c5 чорна тура · f5 чорний король · h5 білий пішак · a4 білий пішак · d4 білий пішак · e4 білий кінь · g4 біла тура · h4 чорний слон · c3 чорний пішак · g3 чорний пішак · h3 білий пішак · a2 білий ферзь · c2 білий пішак · g2 білий пішак | e8 біла тура · f8 білий король · g8 білий кінь · b7 чорний пішак · d7 чорний пішак · f7 білий пішак · g7 чорний пішак · a6 чорний ферзь · h6 чорний пішак · a5 чорний пішак · c5 чорна тура · f5 чорний король · h5 білий пішак · a4 білий пішак · d4 білий пішак · e4 білий кінь · g4 біла тура · h4 чорний слон · c3 чорний пішак · g3 чорний пішак · h3 білий пішак · a2 білий ферзь · c2 білий пішак · g2 білий пішак | e8 біла тура · f8 білий король · g8 білий кінь · b7 чорний пішак · d7 чорний пішак · f7 білий пішак · g7 чорний пішак · a6 чорний ферзь · h6 чорний пішак · a5 чорний пішак · c5 чорна тура · f5 чорний король · h5 білий пішак · a4 білий пішак · d4 білий пішак · e4 білий кінь · g4 біла тура · h4 чорний слон · c3 чорний пішак · g3 чорний пішак · h3 білий пішак · a2 білий ферзь · c2 білий пішак · g2 білий пішак | e8 біла тура · f8 білий король · g8 білий кінь · b7 чорний пішак · d7 чорний пішак · f7 білий пішак · g7 чорний пішак · a6 чорний ферзь · h6 чорний пішак · a5 чорний пішак · c5 чорна тура · f5 чорний король · h5 білий пішак · a4 білий пішак · d4 білий пішак · e4 білий кінь · g4 біла тура · h4 чорний слон · c3 чорний пішак · g3 чорний пішак · h3 білий пішак · a2 білий ферзь · c2 білий пішак · g2 білий пішак | 7 |
| 6 | e8 біла тура · f8 білий король · g8 білий кінь · b7 чорний пішак · d7 чорний пішак · f7 білий пішак · g7 чорний пішак · a6 чорний ферзь · h6 чорний пішак · a5 чорний пішак · c5 чорна тура · f5 чорний король · h5 білий пішак · a4 білий пішак · d4 білий пішак · e4 білий кінь · g4 біла тура · h4 чорний слон · c3 чорний пішак · g3 чорний пішак · h3 білий пішак · a2 білий ферзь · c2 білий пішак · g2 білий пішак | e8 біла тура · f8 білий король · g8 білий кінь · b7 чорний пішак · d7 чорний пішак · f7 білий пішак · g7 чорний пішак · a6 чорний ферзь · h6 чорний пішак · a5 чорний пішак · c5 чорна тура · f5 чорний король · h5 білий пішак · a4 білий пішак · d4 білий пішак · e4 білий кінь · g4 біла тура · h4 чорний слон · c3 чорний пішак · g3 чорний пішак · h3 білий пішак · a2 білий ферзь · c2 білий пішак · g2 білий пішак | e8 біла тура · f8 білий король · g8 білий кінь · b7 чорний пішак · d7 чорний пішак · f7 білий пішак · g7 чорний пішак · a6 чорний ферзь · h6 чорний пішак · a5 чорний пішак · c5 чорна тура · f5 чорний король · h5 білий пішак · a4 білий пішак · d4 білий пішак · e4 білий кінь · g4 біла тура · h4 чорний слон · c3 чорний пішак · g3 чорний пішак · h3 білий пішак · a2 білий ферзь · c2 білий пішак · g2 білий пішак | e8 біла тура · f8 білий король · g8 білий кінь · b7 чорний пішак · d7 чорний пішак · f7 білий пішак · g7 чорний пішак · a6 чорний ферзь · h6 чорний пішак · a5 чорний пішак · c5 чорна тура · f5 чорний король · h5 білий пішак · a4 білий пішак · d4 білий пішак · e4 білий кінь · g4 біла тура · h4 чорний слон · c3 чорний пішак · g3 чорний пішак · h3 білий пішак · a2 білий ферзь · c2 білий пішак · g2 білий пішак | e8 біла тура · f8 білий король · g8 білий кінь · b7 чорний пішак · d7 чорний пішак · f7 білий пішак · g7 чорний пішак · a6 чорний ферзь · h6 чорний пішак · a5 чорний пішак · c5 чорна тура · f5 чорний король · h5 білий пішак · a4 білий пішак · d4 білий пішак · e4 білий кінь · g4 біла тура · h4 чорний слон · c3 чорний пішак · g3 чорний пішак · h3 білий пішак · a2 білий ферзь · c2 білий пішак · g2 білий пішак | e8 біла тура · f8 білий король · g8 білий кінь · b7 чорний пішак · d7 чорний пішак · f7 білий пішак · g7 чорний пішак · a6 чорний ферзь · h6 чорний пішак · a5 чорний пішак · c5 чорна тура · f5 чорний король · h5 білий пішак · a4 білий пішак · d4 білий пішак · e4 білий кінь · g4 біла тура · h4 чорний слон · c3 чорний пішак · g3 чорний пішак · h3 білий пішак · a2 білий ферзь · c2 білий пішак · g2 білий пішак | e8 біла тура · f8 білий король · g8 білий кінь · b7 чорний пішак · d7 чорний пішак · f7 білий пішак · g7 чорний пішак · a6 чорний ферзь · h6 чорний пішак · a5 чорний пішак · c5 чорна тура · f5 чорний король · h5 білий пішак · a4 білий пішак · d4 білий пішак · e4 білий кінь · g4 біла тура · h4 чорний слон · c3 чорний пішак · g3 чорний пішак · h3 білий пішак · a2 білий ферзь · c2 білий пішак · g2 білий пішак | e8 біла тура · f8 білий король · g8 білий кінь · b7 чорний пішак · d7 чорний пішак · f7 білий пішак · g7 чорний пішак · a6 чорний ферзь · h6 чорний пішак · a5 чорний пішак · c5 чорна тура · f5 чорний король · h5 білий пішак · a4 білий пішак · d4 білий пішак · e4 білий кінь · g4 біла тура · h4 чорний слон · c3 чорний пішак · g3 чорний пішак · h3 білий пішак · a2 білий ферзь · c2 білий пішак · g2 білий пішак | 6 |
| 5 | e8 біла тура · f8 білий король · g8 білий кінь · b7 чорний пішак · d7 чорний пішак · f7 білий пішак · g7 чорний пішак · a6 чорний ферзь · h6 чорний пішак · a5 чорний пішак · c5 чорна тура · f5 чорний король · h5 білий пішак · a4 білий пішак · d4 білий пішак · e4 білий кінь · g4 біла тура · h4 чорний слон · c3 чорний пішак · g3 чорний пішак · h3 білий пішак · a2 білий ферзь · c2 білий пішак · g2 білий пішак | e8 біла тура · f8 білий король · g8 білий кінь · b7 чорний пішак · d7 чорний пішак · f7 білий пішак · g7 чорний пішак · a6 чорний ферзь · h6 чорний пішак · a5 чорний пішак · c5 чорна тура · f5 чорний король · h5 білий пішак · a4 білий пішак · d4 білий пішак · e4 білий кінь · g4 біла тура · h4 чорний слон · c3 чорний пішак · g3 чорний пішак · h3 білий пішак · a2 білий ферзь · c2 білий пішак · g2 білий пішак | e8 біла тура · f8 білий король · g8 білий кінь · b7 чорний пішак · d7 чорний пішак · f7 білий пішак · g7 чорний пішак · a6 чорний ферзь · h6 чорний пішак · a5 чорний пішак · c5 чорна тура · f5 чорний король · h5 білий пішак · a4 білий пішак · d4 білий пішак · e4 білий кінь · g4 біла тура · h4 чорний слон · c3 чорний пішак · g3 чорний пішак · h3 білий пішак · a2 білий ферзь · c2 білий пішак · g2 білий пішак | e8 біла тура · f8 білий король · g8 білий кінь · b7 чорний пішак · d7 чорний пішак · f7 білий пішак · g7 чорний пішак · a6 чорний ферзь · h6 чорний пішак · a5 чорний пішак · c5 чорна тура · f5 чорний король · h5 білий пішак · a4 білий пішак · d4 білий пішак · e4 білий кінь · g4 біла тура · h4 чорний слон · c3 чорний пішак · g3 чорний пішак · h3 білий пішак · a2 білий ферзь · c2 білий пішак · g2 білий пішак | e8 біла тура · f8 білий король · g8 білий кінь · b7 чорний пішак · d7 чорний пішак · f7 білий пішак · g7 чорний пішак · a6 чорний ферзь · h6 чорний пішак · a5 чорний пішак · c5 чорна тура · f5 чорний король · h5 білий пішак · a4 білий пішак · d4 білий пішак · e4 білий кінь · g4 біла тура · h4 чорний слон · c3 чорний пішак · g3 чорний пішак · h3 білий пішак · a2 білий ферзь · c2 білий пішак · g2 білий пішак | e8 біла тура · f8 білий король · g8 білий кінь · b7 чорний пішак · d7 чорний пішак · f7 білий пішак · g7 чорний пішак · a6 чорний ферзь · h6 чорний пішак · a5 чорний пішак · c5 чорна тура · f5 чорний король · h5 білий пішак · a4 білий пішак · d4 білий пішак · e4 білий кінь · g4 біла тура · h4 чорний слон · c3 чорний пішак · g3 чорний пішак · h3 білий пішак · a2 білий ферзь · c2 білий пішак · g2 білий пішак | e8 біла тура · f8 білий король · g8 білий кінь · b7 чорний пішак · d7 чорний пішак · f7 білий пішак · g7 чорний пішак · a6 чорний ферзь · h6 чорний пішак · a5 чорний пішак · c5 чорна тура · f5 чорний король · h5 білий пішак · a4 білий пішак · d4 білий пішак · e4 білий кінь · g4 біла тура · h4 чорний слон · c3 чорний пішак · g3 чорний пішак · h3 білий пішак · a2 білий ферзь · c2 білий пішак · g2 білий пішак | e8 біла тура · f8 білий король · g8 білий кінь · b7 чорний пішак · d7 чорний пішак · f7 білий пішак · g7 чорний пішак · a6 чорний ферзь · h6 чорний пішак · a5 чорний пішак · c5 чорна тура · f5 чорний король · h5 білий пішак · a4 білий пішак · d4 білий пішак · e4 білий кінь · g4 біла тура · h4 чорний слон · c3 чорний пішак · g3 чорний пішак · h3 білий пішак · a2 білий ферзь · c2 білий пішак · g2 білий пішак | 5 |
| 4 | e8 біла тура · f8 білий король · g8 білий кінь · b7 чорний пішак · d7 чорний пішак · f7 білий пішак · g7 чорний пішак · a6 чорний ферзь · h6 чорний пішак · a5 чорний пішак · c5 чорна тура · f5 чорний король · h5 білий пішак · a4 білий пішак · d4 білий пішак · e4 білий кінь · g4 біла тура · h4 чорний слон · c3 чорний пішак · g3 чорний пішак · h3 білий пішак · a2 білий ферзь · c2 білий пішак · g2 білий пішак | e8 біла тура · f8 білий король · g8 білий кінь · b7 чорний пішак · d7 чорний пішак · f7 білий пішак · g7 чорний пішак · a6 чорний ферзь · h6 чорний пішак · a5 чорний пішак · c5 чорна тура · f5 чорний король · h5 білий пішак · a4 білий пішак · d4 білий пішак · e4 білий кінь · g4 біла тура · h4 чорний слон · c3 чорний пішак · g3 чорний пішак · h3 білий пішак · a2 білий ферзь · c2 білий пішак · g2 білий пішак | e8 біла тура · f8 білий король · g8 білий кінь · b7 чорний пішак · d7 чорний пішак · f7 білий пішак · g7 чорний пішак · a6 чорний ферзь · h6 чорний пішак · a5 чорний пішак · c5 чорна тура · f5 чорний король · h5 білий пішак · a4 білий пішак · d4 білий пішак · e4 білий кінь · g4 біла тура · h4 чорний слон · c3 чорний пішак · g3 чорний пішак · h3 білий пішак · a2 білий ферзь · c2 білий пішак · g2 білий пішак | e8 біла тура · f8 білий король · g8 білий кінь · b7 чорний пішак · d7 чорний пішак · f7 білий пішак · g7 чорний пішак · a6 чорний ферзь · h6 чорний пішак · a5 чорний пішак · c5 чорна тура · f5 чорний король · h5 білий пішак · a4 білий пішак · d4 білий пішак · e4 білий кінь · g4 біла тура · h4 чорний слон · c3 чорний пішак · g3 чорний пішак · h3 білий пішак · a2 білий ферзь · c2 білий пішак · g2 білий пішак | e8 біла тура · f8 білий король · g8 білий кінь · b7 чорний пішак · d7 чорний пішак · f7 білий пішак · g7 чорний пішак · a6 чорний ферзь · h6 чорний пішак · a5 чорний пішак · c5 чорна тура · f5 чорний король · h5 білий пішак · a4 білий пішак · d4 білий пішак · e4 білий кінь · g4 біла тура · h4 чорний слон · c3 чорний пішак · g3 чорний пішак · h3 білий пішак · a2 білий ферзь · c2 білий пішак · g2 білий пішак | e8 біла тура · f8 білий король · g8 білий кінь · b7 чорний пішак · d7 чорний пішак · f7 білий пішак · g7 чорний пішак · a6 чорний ферзь · h6 чорний пішак · a5 чорний пішак · c5 чорна тура · f5 чорний король · h5 білий пішак · a4 білий пішак · d4 білий пішак · e4 білий кінь · g4 біла тура · h4 чорний слон · c3 чорний пішак · g3 чорний пішак · h3 білий пішак · a2 білий ферзь · c2 білий пішак · g2 білий пішак | e8 біла тура · f8 білий король · g8 білий кінь · b7 чорний пішак · d7 чорний пішак · f7 білий пішак · g7 чорний пішак · a6 чорний ферзь · h6 чорний пішак · a5 чорний пішак · c5 чорна тура · f5 чорний король · h5 білий пішак · a4 білий пішак · d4 білий пішак · e4 білий кінь · g4 біла тура · h4 чорний слон · c3 чорний пішак · g3 чорний пішак · h3 білий пішак · a2 білий ферзь · c2 білий пішак · g2 білий пішак | e8 біла тура · f8 білий король · g8 білий кінь · b7 чорний пішак · d7 чорний пішак · f7 білий пішак · g7 чорний пішак · a6 чорний ферзь · h6 чорний пішак · a5 чорний пішак · c5 чорна тура · f5 чорний король · h5 білий пішак · a4 білий пішак · d4 білий пішак · e4 білий кінь · g4 біла тура · h4 чорний слон · c3 чорний пішак · g3 чорний пішак · h3 білий пішак · a2 білий ферзь · c2 білий пішак · g2 білий пішак | 4 |
| 3 | e8 біла тура · f8 білий король · g8 білий кінь · b7 чорний пішак · d7 чорний пішак · f7 білий пішак · g7 чорний пішак · a6 чорний ферзь · h6 чорний пішак · a5 чорний пішак · c5 чорна тура · f5 чорний король · h5 білий пішак · a4 білий пішак · d4 білий пішак · e4 білий кінь · g4 біла тура · h4 чорний слон · c3 чорний пішак · g3 чорний пішак · h3 білий пішак · a2 білий ферзь · c2 білий пішак · g2 білий пішак | e8 біла тура · f8 білий король · g8 білий кінь · b7 чорний пішак · d7 чорний пішак · f7 білий пішак · g7 чорний пішак · a6 чорний ферзь · h6 чорний пішак · a5 чорний пішак · c5 чорна тура · f5 чорний король · h5 білий пішак · a4 білий пішак · d4 білий пішак · e4 білий кінь · g4 біла тура · h4 чорний слон · c3 чорний пішак · g3 чорний пішак · h3 білий пішак · a2 білий ферзь · c2 білий пішак · g2 білий пішак | e8 біла тура · f8 білий король · g8 білий кінь · b7 чорний пішак · d7 чорний пішак · f7 білий пішак · g7 чорний пішак · a6 чорний ферзь · h6 чорний пішак · a5 чорний пішак · c5 чорна тура · f5 чорний король · h5 білий пішак · a4 білий пішак · d4 білий пішак · e4 білий кінь · g4 біла тура · h4 чорний слон · c3 чорний пішак · g3 чорний пішак · h3 білий пішак · a2 білий ферзь · c2 білий пішак · g2 білий пішак | e8 біла тура · f8 білий король · g8 білий кінь · b7 чорний пішак · d7 чорний пішак · f7 білий пішак · g7 чорний пішак · a6 чорний ферзь · h6 чорний пішак · a5 чорний пішак · c5 чорна тура · f5 чорний король · h5 білий пішак · a4 білий пішак · d4 білий пішак · e4 білий кінь · g4 біла тура · h4 чорний слон · c3 чорний пішак · g3 чорний пішак · h3 білий пішак · a2 білий ферзь · c2 білий пішак · g2 білий пішак | e8 біла тура · f8 білий король · g8 білий кінь · b7 чорний пішак · d7 чорний пішак · f7 білий пішак · g7 чорний пішак · a6 чорний ферзь · h6 чорний пішак · a5 чорний пішак · c5 чорна тура · f5 чорний король · h5 білий пішак · a4 білий пішак · d4 білий пішак · e4 білий кінь · g4 біла тура · h4 чорний слон · c3 чорний пішак · g3 чорний пішак · h3 білий пішак · a2 білий ферзь · c2 білий пішак · g2 білий пішак | e8 біла тура · f8 білий король · g8 білий кінь · b7 чорний пішак · d7 чорний пішак · f7 білий пішак · g7 чорний пішак · a6 чорний ферзь · h6 чорний пішак · a5 чорний пішак · c5 чорна тура · f5 чорний король · h5 білий пішак · a4 білий пішак · d4 білий пішак · e4 білий кінь · g4 біла тура · h4 чорний слон · c3 чорний пішак · g3 чорний пішак · h3 білий пішак · a2 білий ферзь · c2 білий пішак · g2 білий пішак | e8 біла тура · f8 білий король · g8 білий кінь · b7 чорний пішак · d7 чорний пішак · f7 білий пішак · g7 чорний пішак · a6 чорний ферзь · h6 чорний пішак · a5 чорний пішак · c5 чорна тура · f5 чорний король · h5 білий пішак · a4 білий пішак · d4 білий пішак · e4 білий кінь · g4 біла тура · h4 чорний слон · c3 чорний пішак · g3 чорний пішак · h3 білий пішак · a2 білий ферзь · c2 білий пішак · g2 білий пішак | e8 біла тура · f8 білий король · g8 білий кінь · b7 чорний пішак · d7 чорний пішак · f7 білий пішак · g7 чорний пішак · a6 чорний ферзь · h6 чорний пішак · a5 чорний пішак · c5 чорна тура · f5 чорний король · h5 білий пішак · a4 білий пішак · d4 білий пішак · e4 білий кінь · g4 біла тура · h4 чорний слон · c3 чорний пішак · g3 чорний пішак · h3 білий пішак · a2 білий ферзь · c2 білий пішак · g2 білий пішак | 3 |
| 2 | e8 біла тура · f8 білий король · g8 білий кінь · b7 чорний пішак · d7 чорний пішак · f7 білий пішак · g7 чорний пішак · a6 чорний ферзь · h6 чорний пішак · a5 чорний пішак · c5 чорна тура · f5 чорний король · h5 білий пішак · a4 білий пішак · d4 білий пішак · e4 білий кінь · g4 біла тура · h4 чорний слон · c3 чорний пішак · g3 чорний пішак · h3 білий пішак · a2 білий ферзь · c2 білий пішак · g2 білий пішак | e8 біла тура · f8 білий король · g8 білий кінь · b7 чорний пішак · d7 чорний пішак · f7 білий пішак · g7 чорний пішак · a6 чорний ферзь · h6 чорний пішак · a5 чорний пішак · c5 чорна тура · f5 чорний король · h5 білий пішак · a4 білий пішак · d4 білий пішак · e4 білий кінь · g4 біла тура · h4 чорний слон · c3 чорний пішак · g3 чорний пішак · h3 білий пішак · a2 білий ферзь · c2 білий пішак · g2 білий пішак | e8 біла тура · f8 білий король · g8 білий кінь · b7 чорний пішак · d7 чорний пішак · f7 білий пішак · g7 чорний пішак · a6 чорний ферзь · h6 чорний пішак · a5 чорний пішак · c5 чорна тура · f5 чорний король · h5 білий пішак · a4 білий пішак · d4 білий пішак · e4 білий кінь · g4 біла тура · h4 чорний слон · c3 чорний пішак · g3 чорний пішак · h3 білий пішак · a2 білий ферзь · c2 білий пішак · g2 білий пішак | e8 біла тура · f8 білий король · g8 білий кінь · b7 чорний пішак · d7 чорний пішак · f7 білий пішак · g7 чорний пішак · a6 чорний ферзь · h6 чорний пішак · a5 чорний пішак · c5 чорна тура · f5 чорний король · h5 білий пішак · a4 білий пішак · d4 білий пішак · e4 білий кінь · g4 біла тура · h4 чорний слон · c3 чорний пішак · g3 чорний пішак · h3 білий пішак · a2 білий ферзь · c2 білий пішак · g2 білий пішак | e8 біла тура · f8 білий король · g8 білий кінь · b7 чорний пішак · d7 чорний пішак · f7 білий пішак · g7 чорний пішак · a6 чорний ферзь · h6 чорний пішак · a5 чорний пішак · c5 чорна тура · f5 чорний король · h5 білий пішак · a4 білий пішак · d4 білий пішак · e4 білий кінь · g4 біла тура · h4 чорний слон · c3 чорний пішак · g3 чорний пішак · h3 білий пішак · a2 білий ферзь · c2 білий пішак · g2 білий пішак | e8 біла тура · f8 білий король · g8 білий кінь · b7 чорний пішак · d7 чорний пішак · f7 білий пішак · g7 чорний пішак · a6 чорний ферзь · h6 чорний пішак · a5 чорний пішак · c5 чорна тура · f5 чорний король · h5 білий пішак · a4 білий пішак · d4 білий пішак · e4 білий кінь · g4 біла тура · h4 чорний слон · c3 чорний пішак · g3 чорний пішак · h3 білий пішак · a2 білий ферзь · c2 білий пішак · g2 білий пішак | e8 біла тура · f8 білий король · g8 білий кінь · b7 чорний пішак · d7 чорний пішак · f7 білий пішак · g7 чорний пішак · a6 чорний ферзь · h6 чорний пішак · a5 чорний пішак · c5 чорна тура · f5 чорний король · h5 білий пішак · a4 білий пішак · d4 білий пішак · e4 білий кінь · g4 біла тура · h4 чорний слон · c3 чорний пішак · g3 чорний пішак · h3 білий пішак · a2 білий ферзь · c2 білий пішак · g2 білий пішак | e8 біла тура · f8 білий король · g8 білий кінь · b7 чорний пішак · d7 чорний пішак · f7 білий пішак · g7 чорний пішак · a6 чорний ферзь · h6 чорний пішак · a5 чорний пішак · c5 чорна тура · f5 чорний король · h5 білий пішак · a4 білий пішак · d4 білий пішак · e4 білий кінь · g4 біла тура · h4 чорний слон · c3 чорний пішак · g3 чорний пішак · h3 білий пішак · a2 білий ферзь · c2 білий пішак · g2 білий пішак | 2 |
| 1 | e8 біла тура · f8 білий король · g8 білий кінь · b7 чорний пішак · d7 чорний пішак · f7 білий пішак · g7 чорний пішак · a6 чорний ферзь · h6 чорний пішак · a5 чорний пішак · c5 чорна тура · f5 чорний король · h5 білий пішак · a4 білий пішак · d4 білий пішак · e4 білий кінь · g4 біла тура · h4 чорний слон · c3 чорний пішак · g3 чорний пішак · h3 білий пішак · a2 білий ферзь · c2 білий пішак · g2 білий пішак | e8 біла тура · f8 білий король · g8 білий кінь · b7 чорний пішак · d7 чорний пішак · f7 білий пішак · g7 чорний пішак · a6 чорний ферзь · h6 чорний пішак · a5 чорний пішак · c5 чорна тура · f5 чорний король · h5 білий пішак · a4 білий пішак · d4 білий пішак · e4 білий кінь · g4 біла тура · h4 чорний слон · c3 чорний пішак · g3 чорний пішак · h3 білий пішак · a2 білий ферзь · c2 білий пішак · g2 білий пішак | e8 біла тура · f8 білий король · g8 білий кінь · b7 чорний пішак · d7 чорний пішак · f7 білий пішак · g7 чорний пішак · a6 чорний ферзь · h6 чорний пішак · a5 чорний пішак · c5 чорна тура · f5 чорний король · h5 білий пішак · a4 білий пішак · d4 білий пішак · e4 білий кінь · g4 біла тура · h4 чорний слон · c3 чорний пішак · g3 чорний пішак · h3 білий пішак · a2 білий ферзь · c2 білий пішак · g2 білий пішак | e8 біла тура · f8 білий король · g8 білий кінь · b7 чорний пішак · d7 чорний пішак · f7 білий пішак · g7 чорний пішак · a6 чорний ферзь · h6 чорний пішак · a5 чорний пішак · c5 чорна тура · f5 чорний король · h5 білий пішак · a4 білий пішак · d4 білий пішак · e4 білий кінь · g4 біла тура · h4 чорний слон · c3 чорний пішак · g3 чорний пішак · h3 білий пішак · a2 білий ферзь · c2 білий пішак · g2 білий пішак | e8 біла тура · f8 білий король · g8 білий кінь · b7 чорний пішак · d7 чорний пішак · f7 білий пішак · g7 чорний пішак · a6 чорний ферзь · h6 чорний пішак · a5 чорний пішак · c5 чорна тура · f5 чорний король · h5 білий пішак · a4 білий пішак · d4 білий пішак · e4 білий кінь · g4 біла тура · h4 чорний слон · c3 чорний пішак · g3 чорний пішак · h3 білий пішак · a2 білий ферзь · c2 білий пішак · g2 білий пішак | e8 біла тура · f8 білий король · g8 білий кінь · b7 чорний пішак · d7 чорний пішак · f7 білий пішак · g7 чорний пішак · a6 чорний ферзь · h6 чорний пішак · a5 чорний пішак · c5 чорна тура · f5 чорний король · h5 білий пішак · a4 білий пішак · d4 білий пішак · e4 білий кінь · g4 біла тура · h4 чорний слон · c3 чорний пішак · g3 чорний пішак · h3 білий пішак · a2 білий ферзь · c2 білий пішак · g2 білий пішак | e8 біла тура · f8 білий король · g8 білий кінь · b7 чорний пішак · d7 чорний пішак · f7 білий пішак · g7 чорний пішак · a6 чорний ферзь · h6 чорний пішак · a5 чорний пішак · c5 чорна тура · f5 чорний король · h5 білий пішак · a4 білий пішак · d4 білий пішак · e4 білий кінь · g4 біла тура · h4 чорний слон · c3 чорний пішак · g3 чорний пішак · h3 білий пішак · a2 білий ферзь · c2 білий пішак · g2 білий пішак | e8 біла тура · f8 білий король · g8 білий кінь · b7 чорний пішак · d7 чорний пішак · f7 білий пішак · g7 чорний пішак · a6 чорний ферзь · h6 чорний пішак · a5 чорний пішак · c5 чорна тура · f5 чорний король · h5 білий пішак · a4 білий пішак · d4 білий пішак · e4 білий кінь · g4 біла тура · h4 чорний слон · c3 чорний пішак · g3 чорний пішак · h3 білий пішак · a2 білий ферзь · c2 білий пішак · g2 білий пішак | 1 |
|   | a | b | c | d | e | f | g | h |   |

FEN: 4RKN1/1p1p1Pp1/q6p/p1r2k1P/P2PN1Rb/2p3pP/Q1P3P1/8
1. Qc4! ~ Zz
1. ... b6 2. Sd6#
1. ... b5 2. Qf1#
1. ... d6 2. Qe6#
1. ... d5 2. Re5#
1. ... g6 2. Sxh6#
1. ... g5 2. Se7#
В цій задачі три тематичні чорні пішаки роблять перекриття своїх фігур.